# Thai
I thai (in thailandese ชาวไทย, ; o tai, tailandesi, thailandesi, tai siam) sono il principale gruppo etnico della Thailandia e fanno parte del più grande gruppo etnolinguistico del Sud-est asiatico. Il loro idioma è il thailandese (o thai), che è classificato nella famiglia linguistica tai kadai; la maggior parte dei thai professa il buddhismo theravāda. Fino alla metà del XX secolo furono conosciuti come siamesi (in thailandese ชาวสยาม) in Occidente, dove il Paese era chiamato Siam.
Quando si stabilirono nella valle del Chao Phraya, l'odierna Thailandia Centrale, i thai assorbirono le influenze dei popoli Dvaravati e Khmer sviluppando una cultura e un'organizzazione politico-amministrativa più evolute rispetto a quella degli yuan e dei lao, etnie queste ultime che hanno radici comuni con i thai. In seguito vi fu nella stessa zona l'immigrazione di indiani e soprattutto di cinesi; dalle relazioni con tutti questi popoli si sono modellate la civiltà, la cultura e lo stesso patrimonio genetico dei thailandesi odierni.

## Storia

### Origine
I thai fanno parte dei popoli Tai, che migrarono dalla Cina del sud-ovest e si stabilirono nella parte settentrionale del sud-est asiatico. La prima citazione riguardante i popoli tai kadai si trova in alcune annotazioni cinesi che risalgono al VI secolo d.C., dove vengono descritti come coltivatori della Cina meridionale. I Tai lasciarono i luoghi di origine delle odierne province cinesi dello Yunnan e del Guangxi a partire dalla II metà del I millennio, spinti dall'espansione dell'etnia cinese Han e dall'esigenza di trovare terreni coltivabili migliori di quelli su cui vivevano. Erano padroni di evolute tecniche di coltivazione basate sulla costruzione di canali di irrigazione, e le valli dei fiumi indocinesi garantivano un terreno ideale per l'agricoltura.
L'esodo verso sud si fece più massiccio tra il X ed il XIII secolo, a seguito dei vari conflitti del regno di Nanzhao, nello stesso Yunnan, e dell'invasione mongola della Cina. In quel periodo le etnie dominanti nel sud-est asiatico erano quelle dei Mon e dei Khmer. Le varie etnie Tai si diffusero in un vasto territorio, e sono tuttora presenti dall'India nordorientale, nell'Assam, fino all'isola di Hainan, e dalla provincia cinese del Sichuan fino al sud della Thailandia. I principali gruppi etnici in cui erano suddivise in sudest Asia furono gli Shan in Birmania, i Lao nel medio bacino del Mekong, e i Thai nell'odierna Thailandia.
I popoli Tai sottrassero con la forza i migliori terreni coltivabili lungo i fiumi alle preesistenti tribù minori che parlavano lingue mon-khmer, costringendole a spostarsi nelle zone montane o a integrarsi nelle comunità Tai. Si diedero quindi una struttura regionale consorziandosi nelle cosiddette mueang, inizialmente piccole città-Stato dove veniva eletto un sovrano (chao) e a cui facevano riferimento una cerchia di villaggi minori della stessa zona. Queste prime forme di organizzazione ebbero luogo nelle zone periferiche dell'Impero Khmer, a nord delle grandi pianure.
Tra le fonti che attestano l'arrivo dei Thai nella regione, vi è la menzione di prigionieri di guerra Syāṃ, assieme ad altri Cinesi, Khmer e Vietnamiti, nell'epigrafia dei Chăm dell'XI secolo. In un'inscrizione del XII secolo in un tempio di Angkor Wat, vi è un riferimento a guerrieri Syam (pronuncia IPA: /saˈjaːm/) nell'esercito Khmer, identificati come Thai. Tra i diversi significati dati al termine syam, o siam, uno è la traduzione dal sanscrito di bruno scuro, forse riferito al colore della pelle. Altre versioni sostengono che Siam derivi dal termine Sien, come i Cinesi chiamarono il Regno di Sukhothai, o da Xian, come gli stessi Cinesi avrebbero chiamato l'area del basso Chao Phraya sottomessa da Ayutthaya, che i portoghesi trasformarono in Siam. Il termine Siam, riferito allo Stato dei Thai, sarebbe rimasto in uso presso gli stranieri per diversi secoli, anche se i Thai lo hanno sempre chiamato Mueang Thai (Paese dei Thai).

### Il Regno di Sukhothai
La fondazione del Regno di Sukhothai avvenne nel 1238 e corrispose con il declino dell'Impero Khmer. Ne fu artefice Sri Indraditya, governatore della provincia occidentale khmer di Bang Yang, nella zona di Sukhothai, che capeggiò la protesta popolare e fu proclamato re dei Siamesi. Dall'incontro con le culture dei Khmer e dei Mon ebbe origine la cultura dei Thai che, influenzati inizialmente dall'induismo dei Khmer, abbracciarono la fede del buddhismo theravada dopo il declino dello stesso induismo nella regione.
Sukhothai fu il primo grande Stato dei Thai e fu chiamato Sien in Cina, dove secondo la Storia degli Yuan giunse un'ambasciata di Sukhothai nel 1282. I suoi sovrani regnarono secondo la filosofia buddhista del dharmaraja, instaurando un rapporto paternalistico e rendendosi sempre disponibili con i sudditi, sforzandosi di governare con giustizia secondo le leggi del dharma buddhista. Tale sistema si contrappose a quello dei sovrani khmer, che si facevano venerare come una divinità secondo il culto del devaraja, introdotto nell'802 alla fondazione dell'impero da Jayavarman II.

### Il Regno di Ayutthaya
Nel 1350 fu fondata la città di Ayutthaya, il cui nome deriva dalla città indiana di Ayodhya, sacra per i buddhisti, si tramanda infatti che il Buddha vi abbia predicato per sette anni. Fu fondata dal re Ramathibodi I e divenne la capitale dell'omonimo regno, che ebbe ben presto il sopravvento sui regni vicini, espandendo i propri territori alle spese della stessa Sukhothai. Il Regno di Ayutthaya si espanse enormemente nel 1431 con la conquista di Angkor, la capitale dell'Impero Khmer, e nel 1448 con l'annessione del Regno di Sukhothai.
Come in tutta la regione, sia a Sukhothai che ad Ayutthaya per governare fu adottato il sistema mandala, in cui alle mueang vassalle veniva lasciata autonomia di amministrare la propria cerchia di mueang più piccole, e a queste i villaggi dei territori circostanti. Lo Stato non era quindi centralizzato e forniva protezione in cambio di tributi e occasionale appoggio militare. Per garantirsi il rispetto degli accordi, il re costringeva il vassallo a concedergli una figlia in sposa e ne deportava altri parenti prossimi a titolo di ostaggio.

Malgrado le frequenti guerre che furono combattute contro i birmani ed i vietnamiti, i traffici commerciali furono fiorenti; l'arrivo degli europei nelle regioni del Sud-est asiatico permise ai Siamesi di sviluppare il commercio anche con Paesi lontani e di arricchire ulteriormente il regno. Il periodo di maggior prosperità per Ayutthaya fu il XVII secolo, grazie anche alla pace dopo anni di conflitti militari e ai contatti commerciali con fiorenti economie come quelle dii Safavidi in Persia, dei Moghul in India, degli Olandesi che avevano preso il controllo dello stretto di Malacca e con i Giapponesi, riunificati dopo un lungo periodo di guerre civili. Molti soldati vennero reimpiegati in altri settori della società e le energie furono concentrate sulla ricostruzione delle economie. Ayutthaya vide in quegli anni l'insediamento in città di nuove comunità di forestieri dediti agli affari, alle arti, alla politica e ad altri settori della vita sociale; molti di essi arrivarono a ricoprire incarichi di primaria importanza anche a livello governativo.

### I Regni di Thonburi e di Rattanakosin
Dopo un periodo di caos a seguito della distruzione di Ayutthaya nel 1767 da parte dei birmani, re Taksin cacciò gli invasori e riunificò il paese che si era spaccato. Riuscì anche nelle imprese di assoggettare il Regno di Cambogia e quelli laotiani e di riconquistare quello Lanna, da lungo tempo in mano birmana. Fondò il Regno di Thonburi che durò solo 15 anni, fino alla morte del sovrano, rovesciato da un colpo di Stato da parte della vecchia aristocrazia di Ayutthaya. Gli subentrò re Rama I, capostipite della dinastia Chakri che tuttora regna in Thailandia, il quale portò la capitale a Bangkok, fondò il Regno di Rattanakosin, detto anche del Siam, e riorganizzò lo Stato. Sia Taksin che Rama I che i loro successori intrapresero diverse guerre contro i birmani, neutralizzandone ripetute invasioni.
Con la conquista del Laos durante il regno di Taksin, i siamesi si annetterono l'odierna Thailandia del Nordest, il cui territorio comprende l'intero altopiano di Korat, a quei tempi prevalentemente spopolato. L'annessione del Regno di Vientiane e la distruzione della sua capitale avvenne nel 1828, dopo che fu soffocata la rivolta del re laotiano Anuvong. Centinaia di migliaia di laotiani furono deportati in Isan ed altre zone del Siam e si avviò un processo detto di thaificazione, il tentativo di assimilare alla cultura thai i popoli conquistati. Durante il regno di Taksin ebbe inizio anche la massiaccia immigrazione di cinesi, che sarebbe continuata nei decenni successivi fino a raggiungere le 350 000 unità verso il 1850. Verso la metà del XIX secolo, le novità tecnologiche e la rivoluzione industriale in atto in Europa furono recepite da re Rama IV che iniziò l'ammodernamento del Paese e fu seguito su tale strada dal figlio Rama V.
In quegli anni il colonialismo britannico e quello francese presero di mira il Sud-est asiatico. A prezzo di grandi concessioni territoriali Rama V riuscì a mantenere l'indipendenza del Siam, al contrario di tutti gli altri paesi del Sudest asiatico che caddero uno dopo l'altro in mano agli europei. Con la guerra franco-siamese del 1893, il sovrano dovette concedere i territori laotiani all'Indocina francese, mantenendo comunque il possesso di quelli situati sulla sponda destra del Mekong, che erano stati ripopolati con i laotiani deportati. Questa zona fu ribattezzata Isan, dove tuttora la lingua madre è quella isan, che raccoglie diversi dialetti della lingua lao. Il processo di thaificazione è stato tale che buona parte degli abitanti di questa regione si definiscono oggi thai.

### La Thailandia odierna
Con i trattati che Rama III, Rama IV e Rama V firmarono con le potenze internazionali, il paese aprì definitivamente le porte ai commerci ed investimenti stranieri. Nei primi decenni del XX secolo, il sistema politico siamese, le forze armate, le scuole, e l'economia subirono drastici cambiamenti. Molti giovani studiarono all'estero, ed emerse una piccola élite istruita in occidente con idee tradizionali. Nel 1932 il colpo di Stato (senza spargimenti di sangue) noto come rivoluzione siamese del 1932 organizzato da ufficiali militari e civili portò alla fine della monarchia assoluta e inaugurò l'era costituzionale. Nel 1939, il paese fu chiamato per la prima volta Thailandia.
Malgrado che da allora il potere sia detenuto dai militari, la monarchia è sempre molto amata dai thai ed il re è tuttora oggetto di venerazione dei sudditi. Il reato di "lesa maestà" continua ad essere un importante strumento di censura. L'instabilità del sistema ed il ferreo controllo esercitato dai militari con la repressione e la censura, hanno avuto come conseguenza diversi colpi di Stato e prolungati periodi di legge marziale. Negli anni sessanta nacque la guerriglia comunista, negli anni ottanta e novanta vi furono imponenti dimostrazioni studentesche, tutte soffocate nel sangue dalle truppe dell'esercito. Le quindici costituzioni thailandesi che si sono succedute tra il 1932 ed il 2008, non hanno modificato profondamente i rapporti di potere tra le forze armate ed il popolo.
Un sostanziale cambiamento si è registrato a partire dal 2001, quando è stato eletto primo ministro il magnate Thaksin Shinawatra. Il suo avvento sulla scena politica ha generato uno spaccamento tra il popolo thai e dure lotte tra le due fazioni che si sono create. I sostenitori di Thaksin sono stati conquistati dalle sue riforme, specialmente quelle in campo agricolo, ed hanno la loro roccaforte nell'Isan e in Thailandia del Nord. È diventato l'idolo delle classi più disagiate per il populismo che ha caratterizzato i suoi governi, riducendo ad esempio i costi per l'assistenza sanitaria o aiutando gli insolventi, e per essersi contrapposto all'élite di Bangkok, tradizionale centro del potere del Paese. Il resto del Paese non si fida dell'onestà di Thaksin, coinvolto in pesanti conflitti d'interesse, ed appoggia la tradizione monarchica, i conservatori ed i militari.
L'esilio a cui è stato costretto l'industriale dopo un colpo di Stato dei generali, non ha calmato le acque ed il conflitto che ha dilaniato l'unità nazionale è tuttora in corso. Nell'aprile e maggio del 2010, le violente manifestazioni dei sostenitori di Thaksin sono state represse nel sangue causando la perdita di 91 vite umane. Tra le vittime, il fotoreporter italiano Fabio Polenghi. Le elezioni del 2011 hanno visto il trionfo di Yingluck Shinawatra, sorella di Thaksin, che è divenuta la prima donna a capo del governo del Regno della Thailandia.
Dopo alcuni mesi di dure proteste anti-governative, che chiedevano le dimissioni del primo ministro perché rappresentava gli interessi del deposto fratello, il 7 maggio 2014 Yingluck è stata destituita dalla Corte Costituzionale. L'accusa è stata "abuso del potere politico a fini personali", per aver rimosso dall'incarico nel 2011 l'ex capo del Consiglio di sicurezza nazionale ed averlo sostituito con un proprio parente. Con tale sentenza sono stati destituiti anche tutti gli altri ministri in carica quando successe il fatto. La situazione creatasi ha riportato nelle piazze anche le camicie rosse pro-Thaksin del Fronte Unito per la Democrazia contro la Dittatura, che si sono dichiarate pronte a lottare per ottenere a breve nuove elezioni.
Con l'acutizzarsi della tensione, il 20 maggio 2014 l'esercito ha proclamato la legge marziale e due giorni dopo ha effettuato un colpo di Stato. La costituzione è stata soppressa, il governo ad interim è stato sciolto, è entrato in vigore il coprifuoco sul territorio nazionale dalle 22 alle 5 e i dimostranti di entrambi gli schieramenti sono stati invitati a disperdersi. L'intervento militare è avvenuto dopo che, a partire dall'inizio delle proteste in novembre, 28 persone hanno perso la vita e circa 700 sono state ferite in scontri e attentati collegati alle proteste. Si tratta del 19º tentativo di colpo di Stato nel Paese dopo l'istituzione della monarchia costituzionale nel 1932.
La mattina del 23 maggio, il comandante in capo dell'esercito Prayuth Chan-ocha, guida del colpo di Stato, si è auto-proclamato primo ministro ad interim della Thailandia ed ha convocato diversi leader politici ed esponenti delle dimostrazioni dei mesi precedenti, molti dei quali sono stati tratti in arresto.

## Geografia e demografia

La diaspora thailandese nel mondo

La maggior parte dei thai vive in Thailandia, dove a tutto il 2012 rappresentavano il 95,9% dei 66 785 000 abitanti, pari a circa 64 milioni, ma se ne possono trovare anche in altre parti del sud est asiatico. 
Il totale di 64 milioni di thailandesi residenti in Thailandia si raggiunge se si comprendono gli abitanti di origine lao/isan, più di 20 milioni secondo una stima del 2004, quelli di origine settentrionale, discendenti dei tai yuan di Lanna, i sino-thailandesi, che sono circa il 14% della popolazione, ed i malay musulmani, circa 2 milioni, concentrati nel profondo sud e nella capitale. Il restante 4% circa degli abitanti della Thailandia è composto da immigrati, in buona parte provenienti dalla Birmania, ma anche da Cina, Laos, Cambogia e Paesi occidentali.
La parte di popolazione di origine cinese è frutto delle continue immigrazioni degli ultimi secoli. Buona parte dei thai-cinesi si sono completamente integrati nella vita del Paese ed oggi si autodefiniscono thailandesi. Molte delle loro famiglie risiedono in Thailandia da diverse generazioni e, ad eccezione della prima generazione di immigrati, non parlano ormai più la lingua cinese.
Le maggiori comunità di thailandesi emigrati si trovano negli Stati Uniti d'America (dove oggi vivono circa 250 000 thai-statunitensi, concentrati nella Thai Town di Los Angeles in California), in Laos, Cina, Taiwan, Malesia, Singapore, Giappone, Corea del Sud, Hong Kong, Arabia Saudita, Canada, Regno Unito, Danimarca, Australia, Svezia, Norvegia, Francia, Germania, Nuova Zelanda, Libia e Emirati Arabi.

## Cultura e società
I thai possono essere suddivisi in vari gruppi regionali che comprendono i thai centrali, i nord-orientali, i settentrionali e i meridionali, ognuno con i propri dialetti regionali ma tutti educati a parlare la lingua thailandese. Quello thai centrale è il gruppo dominante che è riuscito a preservare la lingua e la cultura thai, malgrado che il gruppo nord-orientale dell'Isan sia il più numeroso e la cultura e la lingua isan siano parte del patrimonio culturale laotiano. La lingua thai ha influenze pali, sanscrite e khmer ed è scritta con l'alfabeto thai derivante dall'alfabeto khmer, che a sua volta deriva dall'antico brahmi indiano. Sia la lingua che l'alfabeto lao sono molto simili al thai. Nell'ambito del processo di thaificazione, nel XX secolo furono aboliti gli alfabeti lao e lanna nelle scuole del paese.

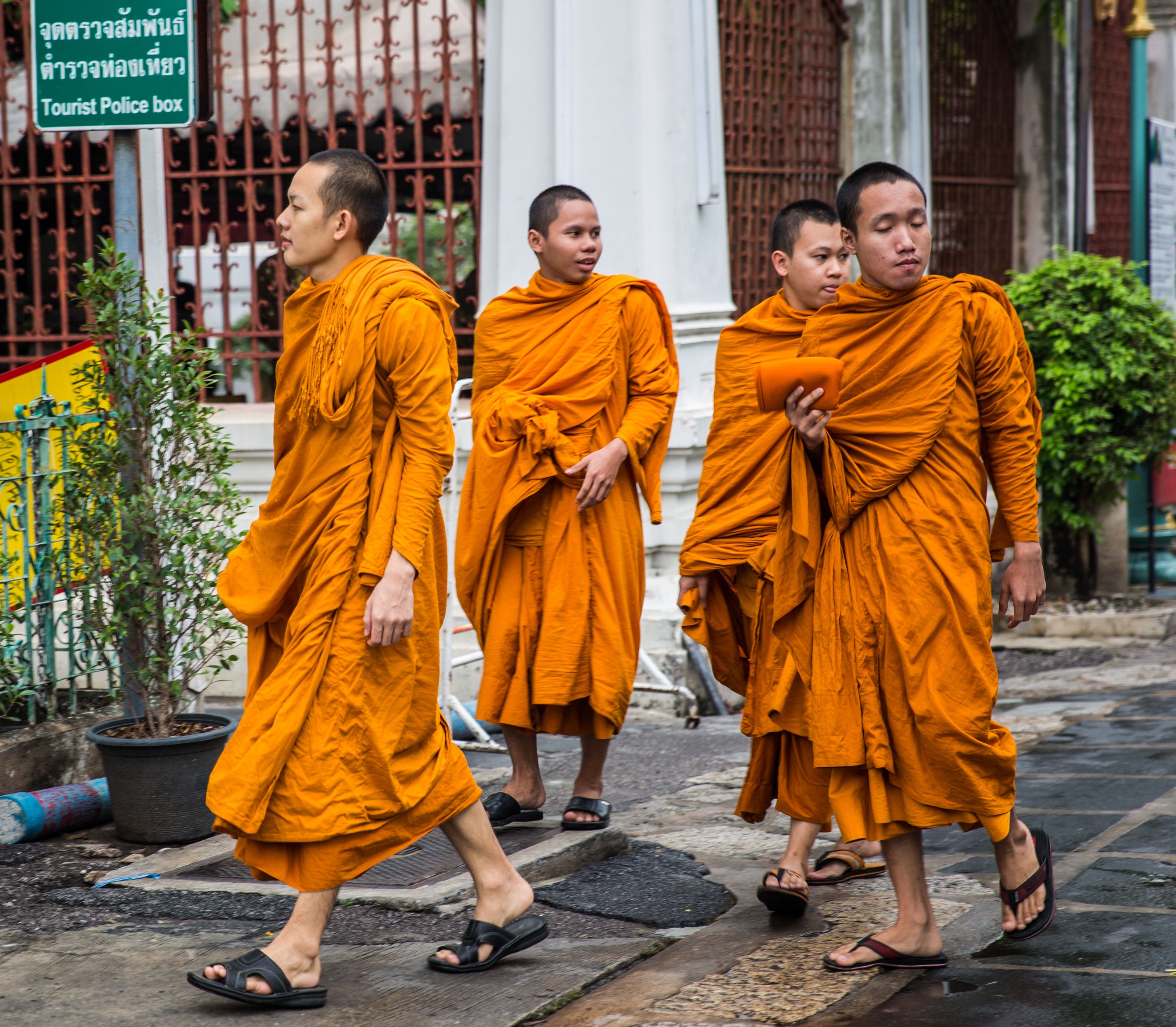
Un gruppo di monaci buddhisti al Wat Arun, Bangkok

I thai professano prevalentemente il buddhismo theravada e identificano fortemente la propria identità etnica con tale religione. L'antica componente animista popolare non è mai stata sradicata, come confermano le piccole case degli spiriti che la maggior parte delle famiglie thai conserva nel proprio giardino, offrendo quotidianamente simbolici omaggi di cibo e fiori agli spiriti protettori. Anche molti aspetti del brahmanesimo e dell'induismo fanno parte dell'identità religiosa e della vita quotidiana dei thai. Molta della letteratura classica nazionale deriva da quella indiana, ad esempio il poema epico indiano Rāmāyaṇa ha un'equivalente versione thai di nome Ramakien.
Le arti indigene includono la boxe thailandese, detta Muay Thai, la danza tradizionale thailandese e il teatro delle ombre siamese, chiamato Nang Yai. Un'arte che ha una discreta diffusione a livello mondiale è il massaggio thai, che, al pari di altri settori della medicina tradizionale nazionale, è patrocinato dal Ministero della Sanità thailandese. La cucina thailandese è molto raffinata e tende ad essere abbastanza eclettica, assomiglia alle cucine degli Stati limitrofi con una variazione agrodolce simile a quella della cucina cinese. La maggior parte dei piatti thai sono piccantissimi.
La moderna cultura thai risente delle influenze di diverse culture portate in Siam dagli immigrati. L'influenza cinese è visibile da secoli e molte usanze thai derivano non solo dai cinesi ma anche da consuetudini indiane. Tra queste va annoverato il wai, tradizionale saluto thailandese eseguito con un inchino del capo a mani giunte, mutuato dalla tradizione indiana e simile al sampeah cambogiano, al nop laotiano ed al namasté indiano, cingalese e nepalese.
Secondo statistiche dell'UNICEF riferite all'anno 2012, i thai avevano un tasso di alfabetizzazione del 93,5%, oltre il 98% per la fascia tra i 15 e i 24 anni. La spesa pubblica per l'educazione era circa il 3,8% del PIL. Il lavoro minorile coinvolgeva l'8,3% dei minori. L'aspettativa di vita era di 74,2 anni, in grande progresso rispetto al 1970, quando era di 59,5 anni. Vi erano circa 120 telefoni cellulari ogni 100 abitanti e accedeva regolarmente ai servizi internet il 26,5% della popolazione.

## Economia
Secondo le succitate statistiche dell'UNICEF del 2012, il reddito nazionale lordo pro capite era di 5 210 dollari all'anno, che in termini di parità di potere d'acquisto equivaleva a 9 430 dollari l'anno. Il tasso di crescita del PIL tra il 1990 e il 2012 era stato del 2,9%, con un tasso d'inflazione nello stesso periodo del 3,1%. Tra il 2007 e il 2011, i thai che vivevano sotto il livello internazionale di povertà di 1,25 dollari al giorno erano lo 0,4%. La spesa pubblica per la sanità nello stesso periodo era il 2,9 del PIL, per l'istruzione pubblica era del 3,8% e per le spese militari dell'1,5%.

## Etnie correlate
L'etnia thai fa parte dei popoli tai, i cui stanziamenti si estesero dall'Assam all'isola di Hainan, e dal Sichuan al sud dell'odierna Thailandia. Tra le altre etnie che ne fanno parte vi sono gli ahom nell'Assam, gli shan nella Birmania settentrionale, i lao in Laos e in Thailandia, i tày in Laos e Vietnam, i nung e il gruppo dei thái in Vietnam, i dai e gli zhuang in Cina. Questi popoli hanno in comune l'origine della lingua e alcune tradizioni e feste. Inoltre professano quasi tutti il Buddhismo Theravada.